# Região Norte (Burquina Fasso)
O Norte (francês: Nord) é uma das treze regiões administrativas de Burquina Fasso criadas em 2 de julho de 2001. Sua capital é a cidade de Ouahigouya.

## Províncias
A Região Norte é constituída por quatro províncias:
- Loroum
- Passoré
- Yatenga
- Zondoma

## Demografia
| 1985    | 1996    | 2006      |
| 760 408 | 955 420 | 1 185 796 |